# 1891 no cinema

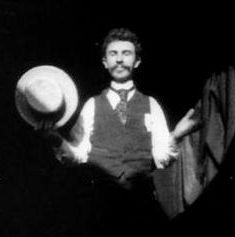
Filme mudo Dickson greeting para ilustrar o cinema mudo 1891

## Principais filmes estreados
- Dickson Greeting, de William K.L. Dickson
- Duncan and Another, Blacksmith Shop, de William K.L. Dickson e William Heise
- Duncan or Devonald with Muslin Cloud, de William K.L. Dickson e William Heise
- Duncan Smoking, de William K.L. Dickson
- Je Vous Aime, de Georges Demenÿ
- La Vague, de Étienne-Jules Marey
- Men Boxing, de William K.L. Dickson e William Heise
- Monkey and Another, Boxing, de William K.L. Dickson e William Heise
- Newark Athlete, de William K.L. Dickson
- Two Fencers, de Étienne-Jules Marey

## Nascimentos
| Data | Nome | Profissão | Nacionalidade | Observações | Ref |
| ---- | ---- | --------- | ------------- | ----------- | --- |

## Mortes
| Data          | Nome           | Profissão | Nacionalidade | Observações | Ref |
| ------------- | -------------- | --------- | ------------- | ----------- | --- |
| 11 de Janeiro | Joseph Whitley | Ator      | Inglaterra    | n. 1817     |     |